# 释传印
释传印（1927年1月30日—2023年3月10日），原名吕毓岱，字月川，法名宣传，男，辽宁庄河光明山人，中国佛教僧人，曾任中国佛教协会会长，毕业于中国佛学院，日本京都佛教大學留学生。

## 生平
1927年，释传印出生于辽宁省庄河县光明山。
1947年，释传印拜师于庄河县普化寺释崇仁。1954年，释传印参与开发江西省云居山。1955年，释虚云给其受具足戒。1956年，释传印担任释虚云的侍者，成为沩仰宗第九世传人，法名宣传。1960年，释传印到中国佛学院读书，学习英语、日语和巴利文。同年，母亲和姐姐出家，母亲法名隆祥，姐姐法名能述。
1966年，文化大革命爆发，释传印被下放到云山种地，晚上在当地的弥陀寺偷偷礼佛。1974年，释传印到旸岭山种地。
1978年，文化大革命结束，释传印被召回北京市。1979年，国务院宗教事务局政策研究室主任赵宏伟推荐他到日本留学。1981年，释传印到日本京都佛教大學留学，同时考察日本佛教。
1983年，释传印在中国佛学院任教。1994年，升任江西省九江市庐山东林寺住持。1999年，释传印出任中国佛教协会副会长。2010年，释传印出任中国佛教协会会长兼中国佛学院院长。
2023年3月10日，释传印在江西省九江市庐山东林寺圆寂，享壽96岁，僧腊76载，戒腊68载。

## 著作
- 《印度學講義》，宗教文化出版社，1996年，ISBN 9787801230157。
- 《中国佛教与日本净土宗》，宗教文化出版社，2004年，ISBN 9787801236296。